# Spoorlijn 130A
Spoorlijn 130A is een Belgische spoorlijn die Charleroi verbindt met de Franse grens bij Erquelinnes. De dubbelsporige lijn is 29,3 km lang en sluit bij de Franse grens aan op de spoorlijn Creil - Jeumont.

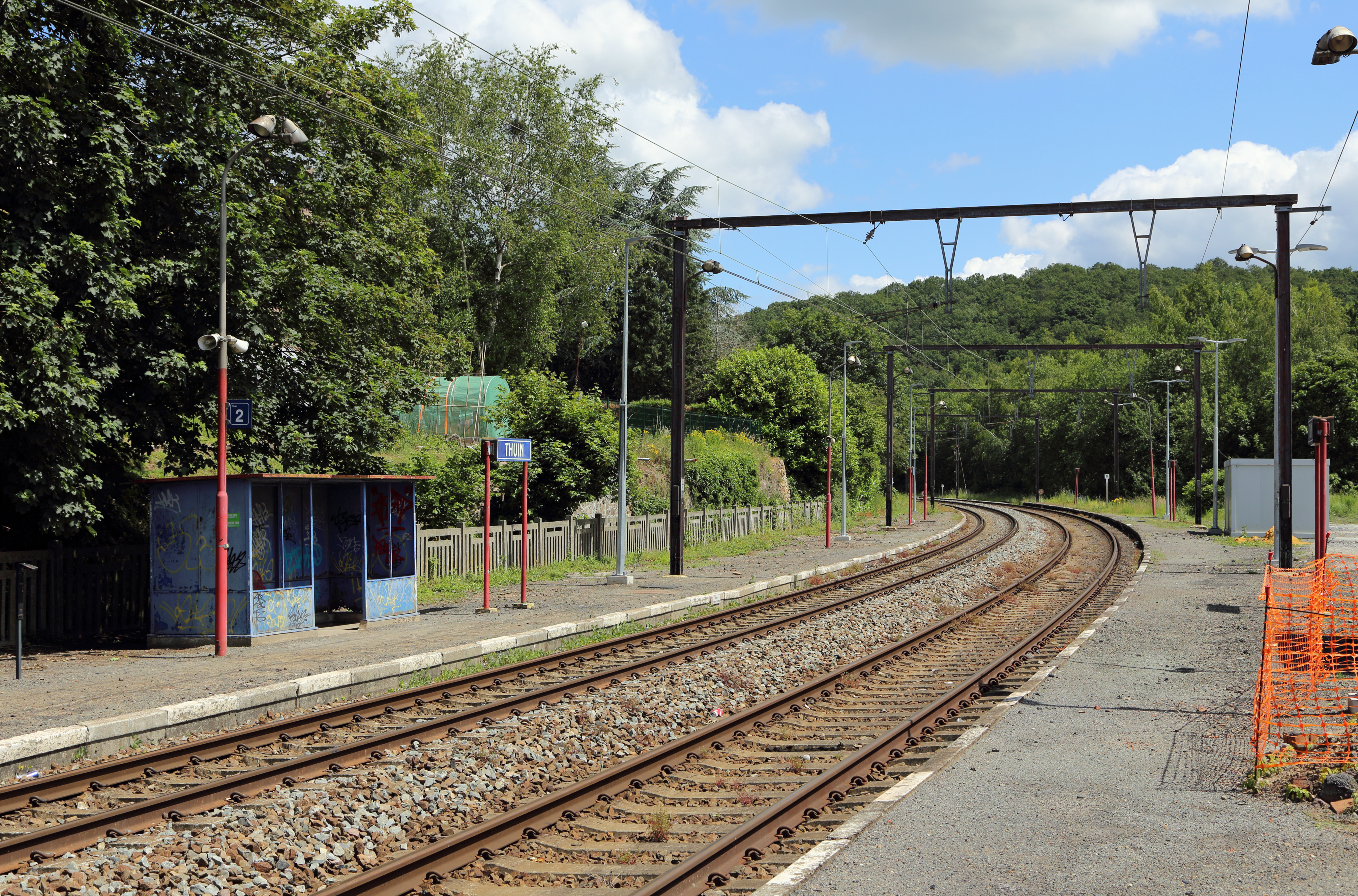
De sporen van lijn 130A in het station van Thuin

## Geschiedenis
Op 6 november 1852 werd de spoorlijn officieel geopend door de spoorwegmaatschappij "Chemin de Fer de Charleroi à la frontière de France", die in 1940 werd genationaliseerd. Op 29 januari 1965 was de spoorlijn geëlektrificeerd met een bovenleidingsspanning van 3 kV.
Op 10 september 2012 is het treinverkeer tussen Erquelinnes en Jeumont (Frankrijk) opgeheven. Per december 2018 reed er weer twee keer per dag een IC Namen - Charleroi Zuid - Maubeuge v.v., zonder verdere tussenstops; sinds 8 april 2019 is deze ingekort tot Charleroi Zuid - Maubeuge.
Aan een aantal stations van deze spoorlijn is het 2de spoor buiten dienst gegaan en stoppen alle treinen langs het zelfde perron in een aantal andere stations zijn beide sporen nog in gebruik
Vanaf 12 december 2022 (10 jaar nadat de verbinding werd afgeschaft) rijdt er dagelijks weer een reguliere stoptrein van station Charleroi-Centraal naar Maubeuge zonder stop in Jeumont, deze trein zal op alle stations tussen Charleroi-Centraal en Erquelinnes stoppen.

## Aansluitingen
In de volgende plaatsen is of was er een aansluiting op de volgende spoorlijnen:
Charleroi-Centraal
Spoorlijn 124 tussen Brussel-Zuid en Charleroi-Centraal
Spoorlijn 124A tussen Luttre en Charleroi-Centraal
Spoorlijn 130 tussen Namen en Charleroi-Centraal
Spoorlijn 130C tussen Charleroi-Centraal en Châtelet
Spoorlijn 140/1 tussen Charleroi-West en Charleroi-Centraal
La Sambre
Spoorlijn 124/1 tussen Y La Sambre en La Sambre
Spoorlijn 132 tussen La Sambre en Treignes
Jambe de Bois
Spoorlijn 268 tussen Monceau en Raccordement Tilmetal
Lobbes
Spoorlijn 109 tussen Cuesmes en Chimay
Erquelinnes
Spoorlijn 108 tussen Y Mariemont en Erquelinnes
RFN 242 000 tussen Creil en Jeumont

## Treindiensten
De NMBS verzorgt het personenvervoer met S-, L- en piekuurtreinen.
| Serie       | Treinsoort               | Route                                                  | Bijzonderheden                                                                            |
| ----------- | ------------------------ | ------------------------------------------------------ | ----------------------------------------------------------------------------------------- |
| S 64        | S-trein Charleroi (NMBS) | Charleroi-Centraal – Couvin                            | Rijdt in het weekend 1×/2u.                                                               |
| S 63        | S-trein Charleroi (NMBS) | Charleroi-Centraal – Erquelinnes – Maubeuge            | Tijdens de spits extra ritten Charleroi-Centraal-Erquelinnes. Rijdt in het weekend 1×/2u. |
| P 7710/8710 | Piekuurtrein (NMBS)      | Couvin – Mariembourg – Charleroi-Centraal              | Rijdt alleen op werkdagen.                                                                |
| P 7750/8750 | Piekuurtrein (NMBS)      | [ Erquelinnes – ] / [ Ottignies – ] Charleroi-Centraal | Rijdt alleen op werkdagen.                                                                |